# شاعر دانمارکی
شاعر دانمارکی (نروژی: Den danske dikteren) یک فیلم در ژانر رمانتیک به کارگردانی توریل کووه است که در سال ۲۰۰۶ منتشر شد.
این انیمیشن در سال ۲۰۰۷ در هفتاد و نهمین دوره جوایز اسکار برندهٔ جایزه اسکار بهترین پویانمایی کوتاه شد.
شاعر دانمارکی به شیوهٔ سنتی سل انیمیشن با کاغذ و مداد طراحی شده و سپس تصاویر را اسکن کرده و به‌شیوهٔ دیجیتال رنگ‌آمیزی کرده‌اند.